# Věžové domy (Miletičova, Bratislava)

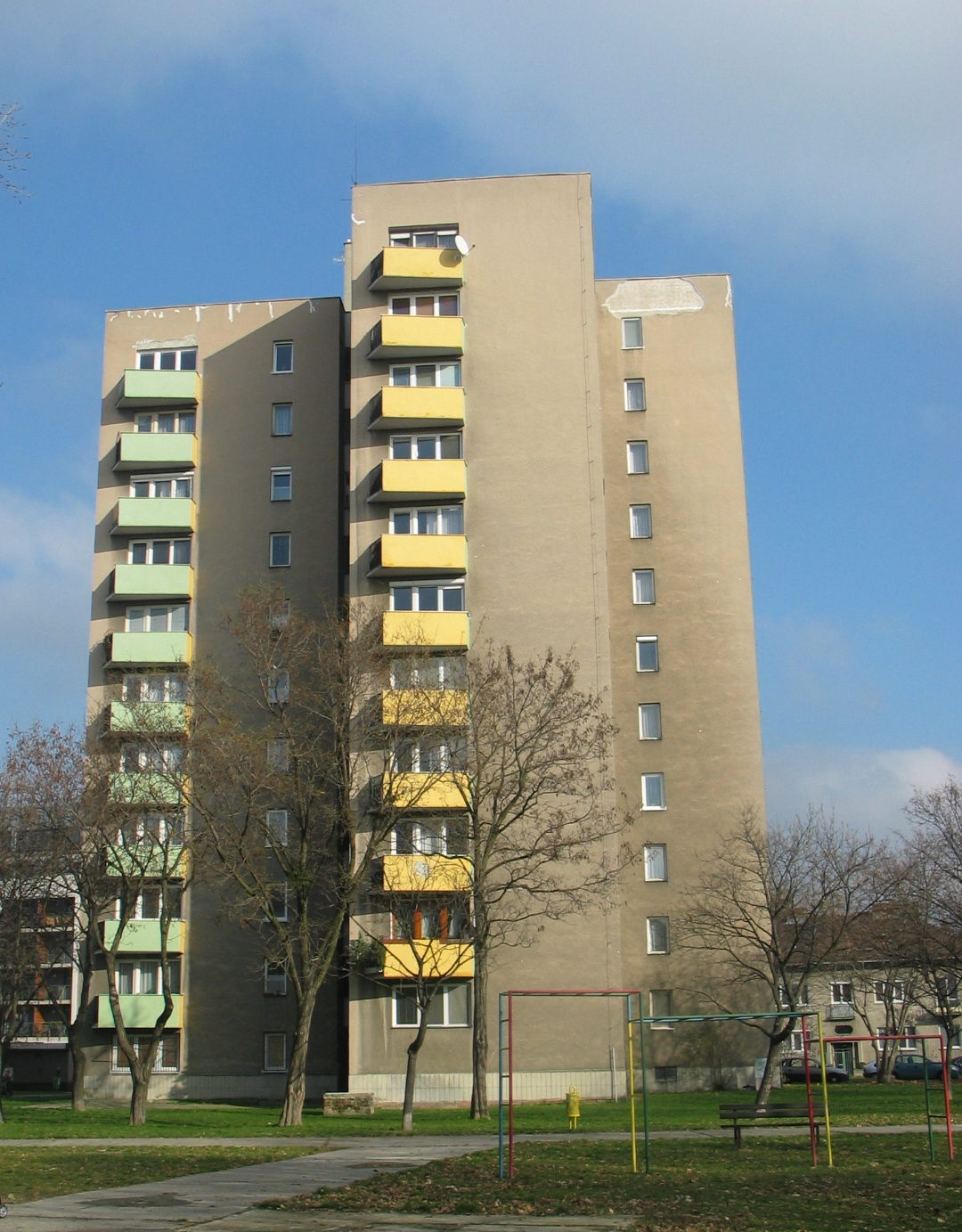
Pohled – věžový dům, Paluš Karol, Bratislava Růžová dolina 12, 1957

Půdorys – věžový dům, Paluš Karol, Bratislava Růžová dolina 12, 1957

Věžové domy nebo lidově Palušák je obytný komplex v Růžové dolině v bratislavské městské části Ružinov, který navrhl autor Karol Paluš v Bratislavě v roce 1957. Stavba byla oceněna cenou Dušana Jurkoviče v roce 1965.

## Architekt akad. arch. Karol Paluš o stavbě
- "Když jsme začali řešit Miletičovu ulici, objednávka žádala postavení dvou domů na pokraji prolákliny, kde kdysi vedl propojovací kanál k Dynamitce. Navrhl jsem, že namísto dvou domů budu řešit ulici, resp. zkusím, co toto území unese. Jednoduše lze říci, že místo dvou budov jsme navrhli komplexní bydlení. Vytvořila se městská ulice a pak intimní zóna, která měla sloužit hlavně k rekreaci s minimální hlučností. Původně tato čtvrť měla končit parkem a měla být ohraničena vnějším městským okruhem. Ale již v průběhu výstavby začínalo být zřejmé, že město se bude rozvíjet dál. "
- "... Řešení sledovalo záměr akcentovat vyšší typ zástavby, dávající předpoklad provázání s plánovanou další zástavbou Růžové doliny. V tomto období se realizovaly ve Švédsku první sídlištní struktury s dominantami bodových domů ve Stockholmu-Välingby. Věžové domy v Růžové doline byly postaveny pouze o rok později, 1955-57. Časový posun vznikl tím, že stavebnictví odmítalo navrženou technologii. Domy byly postaveny z cihel progresivní metodou, týkající se jak vertikálních i horizontálních konstrukci. Dispozice bytů eliminuje hlučnost, využívá světové strany a samotné objekty domů maximálně využívají území "

## Architektonické zatřídění
Věžové domy Růžová dolina jsou typově schodišťové izolované bytové domy s centrální dispozicí, s byty soustředěnými kolem vertikálního komunikačního jádra. Podle počtu podlaží (11) patří mezi vysokopodlažní zástavbu s otevřenou odvozenou křížovou formou půdorysu. 

## Konstrukce
Soubor pěti obytných domů v Růžové dolině je tvořen obytnými budovami bodového typu. Jejich základem je v socialistické výstavbě často používaný druh typových sekcí T13 a T15. Použití typových sekci T13 a T15 s cihlovou konstrukcí vyžadovalo však v tomto případě úpravu. Novinkou bylo použití krabicového konstrukčního systému vytvořeného z vnějších a vnitřních cihlových stěn metrického formátu. Horizontální stropní konstrukce jsou vytvořeny monoliticky ze železobetonu. Soustava bytů je přímo napojena na vertikální komunikační jádro - schodišťovou věž.

## Dispozice
Bodový dům křížového půdorysného tvaru má v centrální poloze vertikální komunikační jádro. Schodišťovou věž tvoří dvě schodiště. V schodišťovém zrcadle se nacházejí dva opačně orientované výtahy vedoucí každý na jednu úroveň podesty schodiště. Vazba bytů je přímá kolem schodišťové věže. Byty jsou velmi dobře dispozičně řešeny. Jsou zónované na denní a noční část, což mělo za následek rozdělení instalačních jader. Prostorové umístění bytů a křížová dispozice bodového domu umožňuje využít prosvětlení interiéru ze tří fasád objektu. Mezi schodišťovou věží a bytovými jednotkami jsou zasunuty lodžie, které na objem budovy celkově působí odhmotňujícně. V přízemí vynecháním jednoho bytu vznikl vstupní vestibul s prosklenými stěnami, zatížení z horní stavby je přenášeno nosnými pilíři. 

## Výstavba
Projektová příprava pro výstavbu bodových bytových domů byla zhotovena roce 1954 architektem Karolem Palušem ve spolupráci s architektem Miroslavem Tenglerem. Statické řešení při návrhu 11 patrových věžových obytných domů s progresivní cihlovou konstrukcí vytvořili J. Harvančík a Ľ. Farkaš. Obytný soubor tvoří 5 obytných domů s čísly 12, 14, 16, 20, 22. Objekty byly doplněním urbanistického konceptu z roku 1953 a uzavíraly blok tehdejší obytné zástavby. Zastavovaná parcela byla složitě terénně formována, přičemž architekti využili její členitost a navrhli objekty v souladu s terénem tak, aby náklady na výstavbu a terénní úpravy byly minimální. Architektonický návrh obsahuje i řešení okolní zeleně se soustavou ploch pro odpočinek a rekreaci. Věžové domy byly pozitivně přijaty odbornou i laickou veřejností a v roce 1965 za ně autor dostal cenu Dušana Jurkoviče.